# Discografia di Sia
Sia è una cantautrice australiana che ha pubblicato otto album in studio, sei album dal vivo, trentasette singoli (di cui undici come collaborazioni) e quarantadue video musicali. Nel 1997, pubblicò il suo album (in studio) del debutto chiamato OnlySee. Questo non ebbe un successo commerciale e nessuna delle sue canzoni venne pubblicata come singolo. Sia pubblicò il suo secondo album, Healing Is Difficult, nel 2001. L'album produsse tre singoli:Taken for Granted, Little Man e Drink to Get Drunk. Il singolo Taken for Granted raggiunse il picco al decimo posto nella classifica di Official Singles Chart.
Nel 2004, Sia pubblicò il terzo album in studio, Color the Small One. I singoli includevano: Don't Bring Me Down, Breathe Me, Where I Belong e Numb. Breathe Me fu il singolo di maggior successo raggiungendo la posizione 19 in Danimarca, 71 nel Regno Unito e 81 in Francia. Nel 2008 Sia ha pubblicato il quarto album in studio, Some People Have Real Problems. L'album ricevette il disco d'oro dalla Australian Recording Industry Association (ARIA) e diede vita a quattro singoli: Day Too Soon, The Girl You Lost to Cocaine, Soon We'll Be Found e Buttons. L'album successivo We Are Born fu reso disponibile nel 2010. Venne premiato come disco d'oro dall'ARIA, generando i singoli You've Changed, Clap Your Hands, Bring Night e I'm in Here.
Nel 2011, Sia ha collaborato nei singoli Titanium, con David Guetta, e Wild Ones con Flo Rida. Nel 2013, Sia ha contribuito con The Weeknd e Diplo in Elastic Heart alla colonna sonora del film americano Hunger Games: La ragazza di fuoco. Un anno dopo viene commercializzato il sesto album in studio, 1000 Forms of Fear. È diventato l'album più famoso, raggiungendo la cima delle classifiche in Australia, Canada e Stati Uniti. È stato premiato presto come disco di platino in Australia e d'oro in Francia. Nel gennaio del 2016, sono state vendute un milione di copie in tutto il mondo. Il singolo principale, Chandelier, divenne il primo singolo hit di Sia come artista principale, raggiungendo le prime dieci posizioni nelle classifiche di vari Paesi. 1000 Forms of Fear venne ulteriormente promosso dal singolo  Big Girls Cry, la versione solo di Sia di Elastic Heart e Fire Meet Gasoline.
Il settimo album, This Is Acting, venne pubblicato nel 2016. Divenne il suo secondo album consecutivo a raggiungere la vette della classifica in Australia , rientrando nella top ten in vari paesi, inclusi Canada, Regno Unito e Stati Uniti. I singoli nella top ten del suo paese nativo erano Alive e Cheap Thrills (solo o in collaborazione con Sean Paul). L'ultimo divenne il suo pezzo di maggior successo come artista principale, raggiungendo la top ten in molti paesi europei e il primo posto nella US Billboard Hot 100, e fu la sua prima canzone a raggiungere tale risultato.
Per il proprio lavoro come cantautrice, è riuscita a vendere oltre 25 milioni di copie a partire da ottobre del 2014.

## Album

### Album in studio
| Anno                                                                                          | Titolo e dettagli | Classifiche | Classifiche | Classifiche | Classifiche | Classifiche | Classifiche | Classifiche | Classifiche | Classifiche | Classifiche | Certificazioni |
| Anno                                                                                          | Titolo e dettagli | AUS         | CAN         | DEN         | FRA         | GER         | ITA         | NZL         | SWE         | UK          | USA         | Certificazioni |
| --------------------------------------------------------------------------------------------- | --- | ----------- | ----------- | ----------- | ----------- | ----------- | ----------- | ----------- | ----------- | ----------- | ----------- | --- |
| 1997                                                                                          | OnlySee - Pubblicato: 23 dicembre 1997 - Etichetta: Flavoured - Formati: CD                                                                                    | —           | —           | —           | —           | —           | —           | —           | —           | —           | —           | |
| 2001                                                                                          | Healing Is Difficult - Pubblicato: 9 luglio 2001 - Etichetta: Columbia - Formati: CD, download digitale                                                        | 99          | —           | —           | —           | —           | —           | —           | —           | —           | —           | |
| 2004                                                                                          | Colour the Small One - Pubblicato: 12 gennaio 2004 - Etichetta: Systematic, Go! Beat - Formati: CD, download digitale                                          | —           | —           | —           | —           | —           | —           | —           | —           | 180         | —           | |
| 2008                                                                                          | Some People Have Real Problems - Pubblicato: 8 gennaio 2008 - Etichetta: Monkey Puzzle, Hear Music - Formati: CD, download digitale                            | 41          | —           | —           | 58          | —           | —           | —           | —           | 106         | 26          | - AUS: Oro |
| 2010                                                                                          | We Are Born - Pubblicato: 10 giugno 2010 - Etichetta: Monkey Puzzle - Formati: LP, CD, download digitale                                                       | 2           | 60          | 14          | 42          | 73          | —           | —           | —           | 74          | 73          | - AUS: Oro |
| 2014                                                                                          | 1000 Forms of Fear - Pubblicato: 4 luglio 2014 - Etichetta: Monkey Puzzle, RCA - Formati: LP, CD, download digitale                                            | 1           | 1           | 5           | 8           | 30          | 33          | 4           | 4           | 5           | 1           | - AUS: Platino - CAN: Oro - DEN: Platino (2) - FRA: Platino - GER: Oro - ITA: Oro - SWE: Platino - UK: Platino - USA: Platino (2)         |
| 2016                                                                                          | This Is Acting - Pubblicato: 29 gennaio 2016 - Etichetta: Monkey Puzzle, RCA - Formati: LP, CD, download digitale                                              | 1           | 2           | 11          | 3           | 14          | 13          | 5           | 10          | 4           | 4           | - AUS: Oro - CAN: Platino (2) - DEN: Platino (2) - FRA: Platino (3) - GER: Platino - ITA: Platino - NZL: Oro - UK: Platino - USA: Platino |
| 2017                                                                                          | Everyday Is Christmas - Pubblicato: 17 novembre 2017 - Etichetta: Monkey Puzzle, Atlantic - Formati: LP, CD, download digitale                                 | 7           | 8           | 7           | 41          | 38          | 56          | 22          | 7           | 39          | 27          | - CAN: Oro - DEN: Platino - FRA: Oro - UK: Argento                                                                                        |
| 2021                                                                                          | Music - Songs from and Inspired by the Motion Picture - Pubblicato: 12 febbraio 2021 - Etichetta: Monkey Puzzle, Atlantic - Formati: LP, CD, download digitale | 12          | 88          | —           | 29          | 28          | —           | —           | —           | 90          | —           | |
| 2024                                                                                          | Reasonable Woman - Pubblicato: 3 maggio 2024 - Etichetta: Monkey Puzzle, Atlantic - Formati: LP, CD, download digitale                                         |             |             |             |             |             |             |             |             |             |             | |
| "—" indica che l'opera non si è classificata o che non è stata pubblicata in quel territorio. | |             |             |             |             |             |             |             |             |             |             | |

### Raccolte
| Anno | Titolo e dettagli                                                                                    | Classifiche |
| Anno | Titolo e dettagli                                                                                    | AUS         |
| ---- | --- | ----------- |
| 2012 | Best Of... - Pubblicato: 30 marzo 2012 - Etichetta: Inertia Records - Formati: CD, Download digitale | 27          |

### Album dal vivo
| Anno | Titolo e dettagli |
| ---- | --- |
| 2007 | Lady Croissant - Pubblicato: 3 aprile 2007 - Etichetta: Astralwerks - Formati: CD, Download digitale                             |
| 2009 | iTunes Live from Sydney - Pubblicato: 4 maggio 2009 - Etichetta: Monkey Puzzle - Formati: Download digitale                      |
| 2010 | iTunes Live – ARIA Concert Series - Pubblicato: 11 maggio 2010 - Etichetta: Monkey Puzzle - Formati: Download digitale           |
| 2011 | The We Meaning You Tour (Copenhagen 12.05.2010) - Pubblicato: 19 luglio 2011 - Etichetta: Monkey Puzzle - Formati: CD            |
| 2011 | The We Meaning You Tour, Live at the Roundhouse 27.05.2010 - Pubblicato: 19 luglio 2011 - Etichetta: Monkey Puzzle - Formati: CD |

## Singoli

### Come artista principale
| Anno                                                                                          | Titolo                                          | Classifiche | Classifiche | Classifiche | Classifiche | Classifiche | Classifiche | Classifiche | Classifiche | Classifiche | Classifiche      | Album                                                                                     |
| Anno                                                                                          | Titolo                                          | AUS         | CAN         | DEN         | FRA         | GER         | ITA         | NZL         | SWE         | UK          | USA              | Album                                                                                     |
| --------------------------------------------------------------------------------------------- | ----------------------------------------------- | ----------- | ----------- | ----------- | ----------- | ----------- | ----------- | ----------- | ----------- | ----------- | ---------------- | ----------------------------------------------------------------------------------------- |
| 2000                                                                                          | Taken for Granted                               | 100         | —           | —           | —           | —           | —           | —           | —           | 10          | —                | Healing Is Difficult                                                                      |
| 2000                                                                                          | Little Man                                      | —           | —           | —           | —           | —           | —           | —           | —           | 82          | —                | Healing Is Difficult                                                                      |
| 2001                                                                                          | Drink to Get Drunk (con Different Gear)         | —           | —           | —           | —           | —           | 43          | —           | —           | 91          | —                | Healing Is Difficult                                                                      |
| 2003                                                                                          | Don't Bring Me Down                             | —           | —           | —           | —           | —           | —           | —           | —           | —           | —                | Colour the Small One                                                                      |
| 2004                                                                                          | Breathe Me                                      | —           | —           | 19          | 81          | —           | —           | —           | —           | 71          | —                | Colour the Small One                                                                      |
| 2004                                                                                          | Where I Belong                                  | —           | —           | —           | —           | —           | —           | —           | —           | 85          | —                | Colour the Small One                                                                      |
| 2005                                                                                          | Numb                                            | —           | —           | —           | —           | —           | —           | —           | —           | —           | —                | Colour the Small One                                                                      |
| 2007                                                                                          | Day Too Soon                                    | —           | —           | —           | —           | —           | —           | —           | —           | —           | —                | Some People Have Real Problems                                                            |
| 2008                                                                                          | The Girl You Lost to Cocaine                    | —           | —           | —           | —           | —           | —           | —           | —           | —           | —                | Some People Have Real Problems                                                            |
| 2008                                                                                          | Soon We'll Be Found                             | 89          | —           | —           | —           | —           | —           | —           | —           | 94          | —                | Some People Have Real Problems                                                            |
| 2009                                                                                          | Buttons                                         | 67          | —           | —           | —           | —           | —           | —           | —           | —           | —                | Some People Have Real Problems                                                            |
| 2009                                                                                          | You've Changed                                  | 31          | —           | —           | —           | —           | —           | —           | —           | —           | —                | We Are Born                                                                               |
| 2010                                                                                          | Under the Milky Way                             | —           | —           | —           | —           | —           | —           | —           | —           | —           | —                | /                                                                                         |
| 2010                                                                                          | Clap Your Hands                                 | 17          | —           | —           | —           | —           | —           | —           | —           | —           | —                | We Are Born                                                                               |
| 2010                                                                                          | Bring Night                                     | 99          | —           | —           | —           | —           | —           | —           | —           | —           | —                | We Are Born                                                                               |
| 2013                                                                                          | Elastic Heart (solo o feat. The Weeknd e Diplo) | 5           | 7           | 21          | 23          | 29          | 11          | 7           | 14          | 10          | 17               | The Hunger Games: Catching Fire (Original Motion Picture Soundtrack) e 1000 Forms of Fear |
| 2014                                                                                          | Chandelier                                      | 2           | 6           | 6           | 1           | 10          | 2           | 3           | 4           | 6           | 8                | 1000 Forms of Fear                                                                        |
| 2014                                                                                          | Big Girls Cry                                   | 16          | 64          | —           | 18          | —           | —           | —           | —           | 77          | 103              | 1000 Forms of Fear                                                                        |
| 2015                                                                                          | Fire Meet Gasoline                              | 60          | —           | —           | 39          | 85          | —           | —           | —           | 193         | —                | 1000 Forms of Fear                                                                        |
| 2015                                                                                          | Alive                                           | 10          | 28          | —           | 17          | —           | 57          | 29          | 69          | 30          | 56               | This Is Acting                                                                            |
| 2016                                                                                          | Cheap Thrills (solo o feat. Sean Paul)          | 6           | 1           | 2           | 1           | 1           | 1           | 3           | 1           | 2           | 1                | This Is Acting                                                                            |
| 2016                                                                                          | The Greatest (feat. Kendrick Lamar)             | 2           | 6           | 5           | 3           | 3           | 5           | 5           | 5           | 5           | 18               | This Is Acting                                                                            |
| 2016                                                                                          | Never Give Up                                   | 29          | —           | —           | 17          | 8           | —           | —           | —           | —           | —                | Lion (Original Motion Picture Soundtrack)                                                 |
| 2016                                                                                          | Angel by the Wings                              | —           | —           | —           | —           | —           | —           | —           | —           | —           | —                | /                                                                                         |
| 2017                                                                                          | Move Your Body                                  | 34          | 82          | —           | 62          | —           | 90          | —           | 57          | 59          | —                | This Is Acting                                                                            |
| 2017                                                                                          | To Be Human (feat. Labrinth)                    | —           | —           | —           | 117         | —           | —           | —           | —           | —           | —                | Wonder Woman                                                                              |
| 2017                                                                                          | Reaper                                          | —           | 78          | —           | 89          | —           | —           | —           | 92          | 82          | —                | This Is Acting                                                                            |
| 2017                                                                                          | Free Me                                         | —           | —           | —           | 155         | —           | —           | —           | —           | —           | —                | /                                                                                         |
| 2017                                                                                          | Rainbow                                         | —           | —           | —           | —           | —           | —           | —           | —           | —           | —                | My Little Pony: The Movie (Original Motion Picture Soundtrack)                            |
| 2017                                                                                          | Santa's Coming for Us                           | —           | 67          | —           | 45          | 50          | 82          | —           | 46          | 17          | 111              | Everyday Is Christmas                                                                     |
| 2018                                                                                          | Helium (feat. David Guetta e Afrojack)          | 88          | —           | —           | —           | —           | —           | —           | 61          | —           | —                | Fifty Shades Darker                                                                       |
| 2018                                                                                          | Flames (con David Guetta)                       | 19          | 66          | 40          | 2           | 7           | 11          | —           | 9           | 7           | —                | 7                                                                                         |
| 2018                                                                                          | Here I Am (con Dolly Parton)                    | —           | —           | —           | —           | —           | —           | —           | —           | —           | —                | Dumplin'                                                                                  |
| 2018                                                                                          | I'm Still Here                                  | —           | —           | —           | —           | —           | —           | —           | —           | —           | —                | /                                                                                         |
| 2020                                                                                          | Original                                        | —           | —           | —           | —           | —           | —           | —           | —           | —           | —                | Dolittle (Original Motion Picture Soundtrack)                                             |
| 2020                                                                                          | Saved My Life                                   | —           | —           | —           | —           | —           | —           | —           | —           | —           | —                | Music - Songs from and Inspired by the Motion Picture                                     |
| 2020                                                                                          | Together                                        | 27          | 70          | —           | 161         | —           | —           | —           | —           | 96          | —                | Music - Songs from and Inspired by the Motion Picture                                     |
| 2020                                                                                          | Let's Love (con David Guetta)                   | —           | —           | —           | 47          | 30          | 45          | —           | —           | 53          | —                | /                                                                                         |
| 2020                                                                                          | Courage to Change                               | —           | —           | —           | 55          | —           | —           | —           | —           | —           | —                | Music - Songs from and Inspired by the Motion Picture                                     |
| 2020                                                                                          | Del mar (con Ozuna e Doja Cat)                  | —           | —           | —           | 51          | —           | —           | —           | —           | —           | —                | Enoc                                                                                      |
| 2020                                                                                          | Hey Boy (solo o feat. Burna Boy)                | —           | —           | —           | —           | —           | —           | —           | —           | —           | —                | Music - Songs from and Inspired by the Motion Picture                                     |
| 2021                                                                                          | Floating Through Space (con David Guetta)       | —           | —           | —           | —           | 71          | —           | —           | 55          | —           | —                | Music - Songs from and Inspired by the Motion Picture                                     |
| 2023                                                                                          |                                                 |             |             |             |             |             |             |             |             |             |                  |                                                                                           |
| Gimme Love                                                                                    | —                                               | —           | —           | 15          | —           | —           | 13          | 88          | —           | 16          | Reasonable Woman |                                                                                           |
| 2024                                                                                          | Dance Alone (con Kylie Minogue)                 | —           | —           | —           | —           | —           | —           | —           | —           | 60          | —                | Reasonable Woman                                                                          |
| 2024                                                                                          | Incredible (con Labrinth)                       | —           | —           | —           | —           | —           | —           | —           | —           | —           | —                | Reasonable Woman                                                                          |
| 2024                                                                                          | I Forgive You                                   | —           | —           | —           | —           | —           | —           | —           | —           | —           | —                | Reasonable Woman                                                                          |
| 2024                                                                                          | Fame Won't Love A (con Paris Hilton)            | —           | —           | —           | —           | —           | —           | —           | —           | —           | —                | Reasonable Woman                                                                          |
| "—" indica che l'opera non si è classificata o che non è stata pubblicata in quel territorio. |                                                 |             |             |             |             |             |             |             |             |             |                  |                                                                                           |

### Come artista ospite
| Titolo                                                                                        | Anno                                                  | Classifiche | Classifiche | Classifiche | Classifiche | Classifiche | Classifiche | Classifiche | Classifiche | Classifiche | Classifiche | Album                     |
| Titolo                                                                                        | Anno                                                  | AUS         | CAN         | DEN         | FRA         | GER         | ITA         | NZL         | SWE         | UK          | USA         | Album                     |
| --------------------------------------------------------------------------------------------- | ----------------------------------------------------- | ----------- | ----------- | ----------- | ----------- | ----------- | ----------- | ----------- | ----------- | ----------- | ----------- | ------------------------- |
| 2001                                                                                          | Destiny (Zero 7 feat. Sia e Sophie Barker)            | —           | —           | —           | —           | —           | —           | —           | —           | 30          | —           | Simple Things             |
| 2004                                                                                          | Somersault (Zero 7 feat. Sia)                         | —           | —           | —           | —           | —           | —           | —           | —           | 56          | —           | When It Falls             |
| 2008                                                                                          | I'll Forget You (Lior feat. Sia)                      | —           | —           | —           | —           | —           | —           | —           | —           | —           | —           | Corner of an Endless Road |
| 2011                                                                                          | I Love It (Hilltop Hoods feat. Sia)                   | 6           | —           | —           | —           | —           | —           | 13          | —           | —           | —           | Drinking from the Sun     |
| 2011                                                                                          | Titanium (David Guetta feat. Sia)                     | 5           | 7           | 3           | 3           | 5           | 3           | 3           | 3           | 1           | 7           | Nothing but the Beat      |
| 2011                                                                                          | Wild Ones (Flo Rida feat. Sia)                        | 1           | 1           | 11          | 11          | 6           | 15          | 1           | 3           | 4           | 5           | Wild Ones                 |
| 2012                                                                                          | She Wolf (Falling to Pieces) (David Guetta feat. Sia) | 11          | 35          | 7           | 4           | 3           | 6           | 19          | 4           | 8           | —           | Nothing but the Beat 2.0  |
| 2013                                                                                          | Dim the Light (Creep feat. Sia)                       | —           | —           | —           | —           | —           | —           | —           | —           | —           | —           | Echoes                    |
| 2014                                                                                          | Battle Cry (Angel Haze feat. Sia)                     | —           | —           | —           | —           | —           | —           | —           | —           | 70          | —           | Dirty Gold                |
| 2014                                                                                          | Guts Over Fear (Eminem feat. Sia)                     | 22          | 9           | 22          | 10          | 35          | 45          | 22          | 40          | 10          | 22          | Shady XV                  |
| 2015                                                                                          | Déjà vu (Giorgio Moroder feat. Sia)                   | —           | —           | —           | 182         | —           | —           | —           | —           | 194         | —           | Déjà vu                   |
| 2015                                                                                          | Golden (Travie McCoy feat. Sia)                       | 4           | —           | —           | —           | —           | —           | 20          | —           | —           | —           | Rough Water               |
| 2015                                                                                          | Bang My Head (David Guetta feat. Sia e Fetty Wap)     | 21          | 51          | 38          | 3           | 24          | 22          | 17          | 19          | 18          | 76          | Listen Again              |
| 2016                                                                                          | Living Out Loud (Brooke Candy feat. Sia)              | —           | —           | —           | —           | —           | —           | —           | —           | —           | —           | Daddy Issues              |
| 2017                                                                                          | Waterfall (Stargate feat. Pink e Sia)                 | 19          | 86          | —           | 36          | 47          | 79          | —           | 67          | 47          | —           | /                         |
| 2017                                                                                          | Dusk Till Dawn (Zayn feat. Sia)                       | 6           | 5           | 12          | 3           | 3           | 6           | 8           | 2           | 5           | 44          | Icarus Falls              |
| 2019                                                                                          | That's Life (88-Keys feat. Mac Miller e Sia)          | —           | —           | —           | —           | —           | —           | —           | —           | —           | —           | /                         |
| 2020                                                                                          | On (BTS feat. Sia)                                    | —           | —           | —           | —           | 36          | —           | —           | —           | —           | —           | Map of the Soul: 7        |
| 2020                                                                                          | Exhale (Kenzie feat. Sia)                             | —           | —           | —           | —           | —           | —           | —           | —           | —           | —           | /                         |
| 2020                                                                                          | Cold (Leslie Odom Jr. feat. Sia)                      | —           | —           | —           | —           | —           | —           | —           | —           | —           | —           | /                         |
| "—" indica che l'opera non si è classificata o che non è stata pubblicata in quel territorio. |                                                       |             |             |             |             |             |             |             |             |             |             |                           |